# 修行者マルコ
修行者マルコ（しゅぎょうしゃマルコ）、または修行者マルコス（しゅぎょうしゃマルコス）、（英語: Marcus the Ascetic）は、西暦5世紀のキリスト教神学者、聖人、禁欲主義者の著述家であった。
マルコは教義的な著者というよりはむしろ禁欲主義者である。彼は教会の教義を受け入れることに満足しており、修道士が導くべき精神生活に関心がある。彼は神秘主義者というよりは実践主義者であり、アンティオキア学派(en)に属し、ヨハネス・クリュソストモスの弟子であることを示している。

## 検証
彼の時代と作品については様々な説が唱えられている。J. クンツェによれば、修行者マルコはアンキュラの修道院の長であったが、老齢になって修道院を離れ、おそらくパレスチナ東部の砂漠、マル・サバ修道院(Mar Saba) の近くで隠者になった。彼はネストリオスと同時代の人で、430年以降、おそらくカルケドン公会議(451)より前に亡くなった。
ニケフォロス・カリストス・クサントプロス(en)（14世紀）は、彼がヨハネス・クリュソストモスの弟子であったと述べている（「教会史」、パトロロギア・ギリシア誌(en)、CXLVI、XlV、30）。ベラルミーノ枢機卿（教会の書（1631年）、p.273）は、このマルコが900年にレオ6世皇帝の余命10年を予言した修道士であると考えていた。彼はティルモントによって反駁されている
ビザンチンの『メナイオン(en)』が支持する別の見解では、彼をパラディウス(en)によって記された4世紀のエジプトの修道士と同一視している。P. ケラメウスによるネストリオスに対する反論の著作の発見と特定により、クンツェが擁護したように、彼の生きた時代は確実である。
正教会の『シナクサリスト(en)』の短い記述によれば、彼の祝日は5月20日とされている。

## 著作
修行者マルコの作品は伝統的に次のとおりである。
- 1. 『霊的法則について』
- 2. 『行いによって義とされると考える人々について』（両方とも修道士のための禁欲的な論文）
- 3. 『悔い改めについて』
- 4. 『洗礼について』
- 5. 『怒りと欲望を抑える ニコラスへ』
- 6. 『学者に対する論争』（民事裁判所への出廷および独身に関するもの）
- 7. 『心と魂との協議』（自分の罪の責任を自分ではなくアダム、サタン、その他の人間に負わせていると非難する）
- 8. 『断食と謙虚さについて』
- 9. 『メルキゼデクについて』（メルキゼデクは神の言葉の現れであると考える人々に対して）。

上記の作品はすべて「ミリオビブロス(en)」に名前と説明が付けられており、ガランディのコレクションとして出版されている。これらに加えて、次の作品も挙げられる。
- 10. 『ネストリウス派に対する反論』（順序なしにまとめられた、その異端に対する論文）。

このうち8は現在偽物であると考えられている。
彼の著作の抜粋はフィロカリアにも収録されている。